# Desant
Desant je oblik ofenzivne vojne operacije pri kojim se vojne jedinice prebacuju na područje koje je pod kontrolom neprijatelja ili se ubacuju u neprijateljsku pozadinu. Desant može biti izveden pomorskim, riječnim, zračnim ili kombiniranim prijevoznim sredstvima. Prema namjeni može biti strategijski, operacijski, diverzijski i taktički.
Postoji više vrsta desanta, npr. zračni desant pri čemu se koriste helikopteri ili padobranske jedinice, pomorski desant upotrebom posebnih tipova brodova (npr. desantni čamci). Najpoznatiji i najveći desant u povijesti je operacija Neptun, dio operacije Overlorda, poznata i kao Dan D.

## Vanjske poveznice
- Članak  Arhivirana inačica izvorne stranice od 2. ožujka 2013. (Wayback Machine) u časopisu Hrvatski vojnik